# Neuroetika
Neuroetika je vědní disciplína, která propojuje etiku s obory, které studují mozek, respektive mysl. Blízce souvisí s bioetikou, někdy je považována za její podobor. Lze ji rozdělit na dvě hlavní části – deskriptivní a preskriptivní. Zatímco deskriptivní část se zabývá vztahem mezi mozkovou aktivitou a morálním chováním, preskriptivní část řeší etické problémy neurověd.

## Historie
Pojem neuroetika byl poprvé použit až v druhé polovině 20. století, přičemž hlavní rozvoj tato disciplína zaznamenává až na začátku tohoto století. S tímto rozvojem je spojeno i několik velkých vědeckých konferencí mezi lety 2002–2009. Právě na konferenci, která proběhla v roce 2002 v San Franciscu v Kalifornii, byly položeny moderní základy tohoto oboru.
V několika posledních letech také vznikla celá řada specializovaných institucí, jako například National Core for Neuroethics v Kanadě nebo Center of Neurotechnology Studies ve Spojených státech amerických.
K významnému posunu oboru samozřejmě přispěla i publikace řady knih a studií. Mezi nejvýznamnější vědce a autory můžeme zařadit Neila Levyho, Erica Racina nebo Marthu Farahovou. Mezi významné české autory pak patří například Marek Petrů nebo Jan Burian.

## Deskriptivní neuroetika
Deskriptivní neuroetika zkoumá vztah mezi mozkovou aktivitou a morálním chováním. Dnešní zobrazovací technologie (jako například funkční magnetická resonance) nám umožňují sledovat činnost mozku v reálném čase, takže lze mimo jiné studovat i to, jak mozek zkoumaného subjektu reaguje na různé morální podněty.
Vědci doufají, že jim tyto experimenty pomohou objasnit například způsob, kterým docházíme k rozhodnutím souvisejícím s morálkou, nebo důvod, proč lidé s různými druhy poškození mozku reagují na morální podněty jinak než lidé zdraví.
Toto pole má mimo jiné i potenciál odpovědět na některé významné otázky týkající se filozofie mysli. Nové objevy na tomto poli nám totiž mohou přinést nové pohledy na svobodu vůle nebo na rozdělení těla a duše.

## Preskriptivní neuroetika
Preskriptivní neuroetika se snaží přinést odpovědi na etické otázky, které přináší neustálý rozvoj neurověd. Jedna z hlavních otázek se týká moderních zobrazovacích metod. Data z nich totiž mohou poskytnout mnoho zneužitelných informací. O některé z nich bude jistě velký zájem z řad marketingových firem nebo vládních institucí.
Moderní technologie také mimo jiné dávají možnost vylepšit hned celou řadu neurokognitivních schopností. Na trhu se například začínají objevovat psychofarmaka, která dokáží zpomalit proces zapomínání nebo zlepšit pozornost. Nefarmakologické zásahy se zpravidla používají pouze pro terapeutické účely, ačkoliv je zřejmé, že by se v budoucnu mohla najít i jiná využití. Obě možnosti však mojí potenciál změnit pohled na to, co je považováno za duševní zdraví. Jak se například bude společnost dívat na ty, kteří si podobná vylepšení nebudou moci dovolit?
Je nutné si uvědomit, že se sféra preskriptivní neuroetiky neustále rozšiřuje. Je tedy možné, že se v budoucnosti bude tento obor zabývat i problémy spojenými s ovládáním mysli, čtením myšlenek nebo propojením mozku s počítačovým rozhraním.